# Бабичівська сільська рада (Мукачівський район)
| Бабичівська сільська рада — орган місцевого самоврядування у Мукачівському районі Закарпатської області з адміністративним центром у с. Бабичі. Сільській раді були підпорядковані населені пункти: - с. Бабичі - с. Ділок |

## Склад ради
Рада складалася з 16 депутатів та голови.

## Керівний склад сільської ради
| ПІБ                      | Основні відомості                                                 | Дата обрання | Дата звільнення |
| ------------------------ | ----------------------------------------------------------------- | ------------ | --------------- |
| Данканич Василь Іванович | Сільський голова, 1968 року народження, освіта, безпартійний      | 26.03.2006   | 31.10.2010      |
| Маринець Василь Іванович | Сільський голова, 1966 року народження, освіта вища, безпартійний | 31.10.2010   |                 |

Примітка: таблиця складена за даними джерела

## Населення
Згідно з переписом УРСР 1989 року чисельність наявного населення сільської ради становила 1561 особа, з яких 752 чоловіки та 809 жінок.
За переписом населення України 2001 року в сільській раді мешкали 1282 особи.

### Мова
Розподіл населення за рідною мовою за даними перепису 2001 року:
| Мова       | Відсоток |
| ---------- | -------- |
| українська | 99,69 %  |
| білоруська | 0,08 %   |
| молдовська | 0,08 %   |
| німецька   | 0,08 %   |
| російська  | 0,08 %   |